# Гахаев, Михаил Михайлович

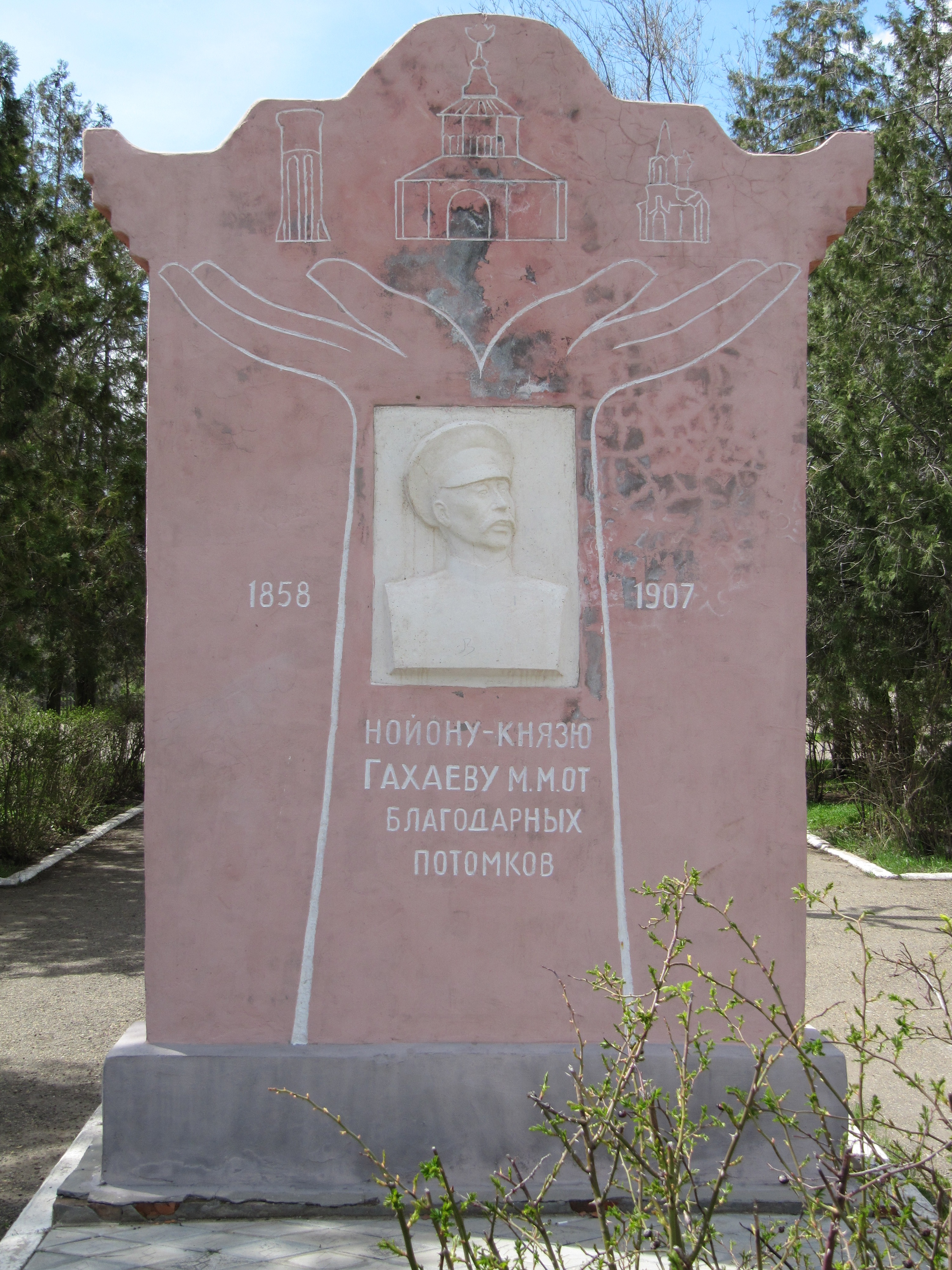
Памятник Михаилу Гахаеву в Городовиковске, Калмыкия

Михаил Михайлович Гахаев или Дорджи Убушаев (2 января 1858, Келкета, Манычский улус, Астраханская губерния, Российская империя — 1 марта 1907, Ростов-на-Дону, Российская империя) — калмыцкий князь — нойон, общественный деятель, владелец Большедербетовского улуса, участник русско-турецкой войны 1877—1878 годов, основатель селения Башанта (сегодня — Городовиковск).

## Биография
Дорджи Убушаев родился в 1858 году в семье калмыцкого нойона. После смерти матери его отдали на попечение в Ставрополь предводителю местного дворянства майору Алексею Ахвердову. До совершеннолетия нойона его опекуном являлся зайсанг Большедербетовского улуса Лапин Опогинов. Окончив частный пансион, Дорджи Убушаев поступил на службу в кавалерийский полк. Его буддистское вероисповедание препятствовало его военной службе, поэтому Дорджи Убушаев крестился и стал называться Михаилом Михайловичем Гахаевым. Крестным отцом Михаила стал великий князь Михаил Николаевич, который в то время был наместником Кавказа.
В юном возрасте, приписав себе год, Михаил Гахаев ушёл добровольцем на русско-турецкую войну. 5 сентября 1877 года Михаил Гахаев был зачислен в 17-й драгунский Северский его величества короля датского полк. Принимал участие в сражениях и 25 сентября 1877 года за проявленное мужество в битве с турками был награждён знаком отличия Военного ордена Святого Георгия 4-й степени. Во время войны был произведён в унтер-офицеры и позднее — в прапорщики.
В 1878 году подал в отставку и вернулся в Калмыкию. Михаил Гахаев был женат на дочери генерала Петра Готовицкого.
Был крупным землевладельцем и коннозаводчиком. Ему принадлежало тысячи десятин земли в окрестностях Башанты. В 1905 арендовал у калмыков Большедербетовского улуса 40 тысяч десятин земли. Принимал активную благотворительную и общественную деятельность в жизни калмыцкого народа. Был почётным блюстителем калмыцких школ Большедербетовского улуса. В конце 1907 года основал в Башанте улусную больницу. Занимался развитием в Калмыкии скотоводства и лесного хозяйства. Был крупным коннозаводчиком. Его лошади участвовали в скачках, устраивавшихся в различных губерниях России.

## Смерть
Скончался в 1907 году в возрасте 49 лет в Ростове-на-Дону. Существуют различные версии его смерти. По одной версии он застрелился в результате крупного карточного проигрыша. По другой версии считают, что его застрелил неизвестный человек. Одна из версий гласит, что:

«Сегодня на почве коммерческих расчётов князь Гахаев стрелял в нахичеванского купца Терентия Карикаша и тяжело ранил его двумя пулями. Во время борьбы с людьми, обезоружившими князя, последний, продолжая стрелять, смертельно ранил себя».

Был похоронен в Башанте. На могиле Михаила Гахаева был поставлен памятник от благодарных земляков, который в 30-х годах XX столетия был разрушен.

## Награды
- Знак отличия Военного ордена Святого Георгия IV степени;
- Орден святой Анны III степени;
- Орден святого Станислава.

## Память
В Городовиковске находится памятник, посвящённый Михаилу Гахаеву.

## Источник
- Манджиев Н. Незабвенному благодетелю. / Парламентский вестник Калмыкии, № 33—34, 30 апреля 2009 г.
- Манджиев Н. Герой своего времени Михаил Гахаев / Николай Манджиев // Хальмг үнн, 2003, Һаха сарин 29 (25 сентября, № 196—197).
- Кукдаева Р. Когда больница «болеет», городовиковские эскулапы верны клятве Гиппократа / Раиса Кукдаева // Известия Калмыкии, 2004, 24 апреля (№ 81).
- Манжикова Л. О женщинах князя Гахаева. // Известия Калмыкии, 24 марта 2012 года. — С. 3.
- Манжикова Л. Михаила Гахаев. // Хальмг үнн, № 215, 29 ноября 2008.
- Манжикова Л. Нойон Михаил Гахаев. // Хальмг үнн, № 75—76, 3 мая 2012.
- Манжикова Л. Последний нойон Большедербетовского улуса. — М.: НИИЦентр, Серия «Наследие народов РФ», Вып. 12, 2009, стр. 339—342.
- Чурюмова Э. Они были калмыками. // Новая неделя, № 35, 4 сентября 2009.